# ヴァールスブルク
ヴァールスブルク (ドイツ語: Wahlsburg) は、ドイツ連邦共和国ヘッセン州カッセル郡に1971年から2020年まで存在した町である。この町は隣町のオーバーヴェーザーと合併し、新たな自治体ヴェーザータールを形成している。

## 地理

### 位置
ヴァールスブルクは北ヘッセンの最も北、ハン・ミュンデンとバート・カールスハーフェンとの間、ゾリング（北）とヘーエンツーク・キッフィング（南）、ラインハルトの森（南西）との間に位置し、ヘーエンツーク・キッフィングの背後にはブラムヴァルト（南西）が控える。シュヴュルメ川がこの町を流れる。東から流れてきたこの川はリッポルツベルク地区でヴェーザー川に合流する。

### 隣接する市町村
ヴァールスブルクは、北はボーデンフェルデと市町村に属さない地区である「ゾリング」、東はウスラー（これら3つはニーダーザクセン州ノルトハイム郡）、南はオーバーヴェーザー、西は市町村に属さない地区である「グーツベツィルク・ラインハルツヴァルト」、北西はオーバーヴェーザーの飛び地であるゲヴィッセンルー地区である（以上いずれもカッセル郡）と境を接する。

### 自治体の構成
自治体としてのヴァールスブルクは、リッポルツベルク地区（行政中心地）とフェルナヴァールスハウゼン地区の2つの地区から構成されていた。

## 歴史
マインツ大司教ルイトポルト1世は、1059年に木造の礼拝堂をリッポルツベルクの集落に建設した。フェルナヴァールスハウゼンの集落は1233年に Wahlshusen として初めて記録されている。この名前は、後に Wahlshausen と変化した。18世紀にフェルナヴァールスハウゼンはヘッセン最大のリンネル織り漂白の町として知られている。
ヘッセン州の地域再編に伴って、1971年にリッポルツベルクとフェルナヴァールスハウゼンが合併して自治体ヴァールスブルクが成立した。この名前は、両地区の間にある完全に破壊されたカロリング朝時代の避難城塞の遺跡に由来する。
ヴァールスブルクのリッポルツベルク地区は1980年から世評の高いルフトクアオルト（空気の清浄な保養地）であった。
2018年10月28日に、ヘッセン州州議会議員選挙と並行して行われた住民投票で、過半数の住民がオーバーヴェーザーとの合併して新たな町村ヴェーザータールを形成することに賛成した。オーバーヴェーザー住民も同時に行われた住民投票で合併に賛意を示した。合併は2020年1月1日に行われた。

## 行政

### 紋章
ヴァールスブルクの紋章は、向かって左側の赤地に白い柱はリッポルツベルクの修道院教会を示している。向かって右側の緑の草地の上の白いリンネルが、緑と白の線で表現されている。これは、かつてのフェルナヴァールスハウゼンにおけるリンネル漂白の歴史的重要性を表現している。

### 姉妹自治体
- サン＝ジョルジュ＝ド＝モンテギュ（フランス語版）（フランス、ヴァンデ県）

## 文化と見所

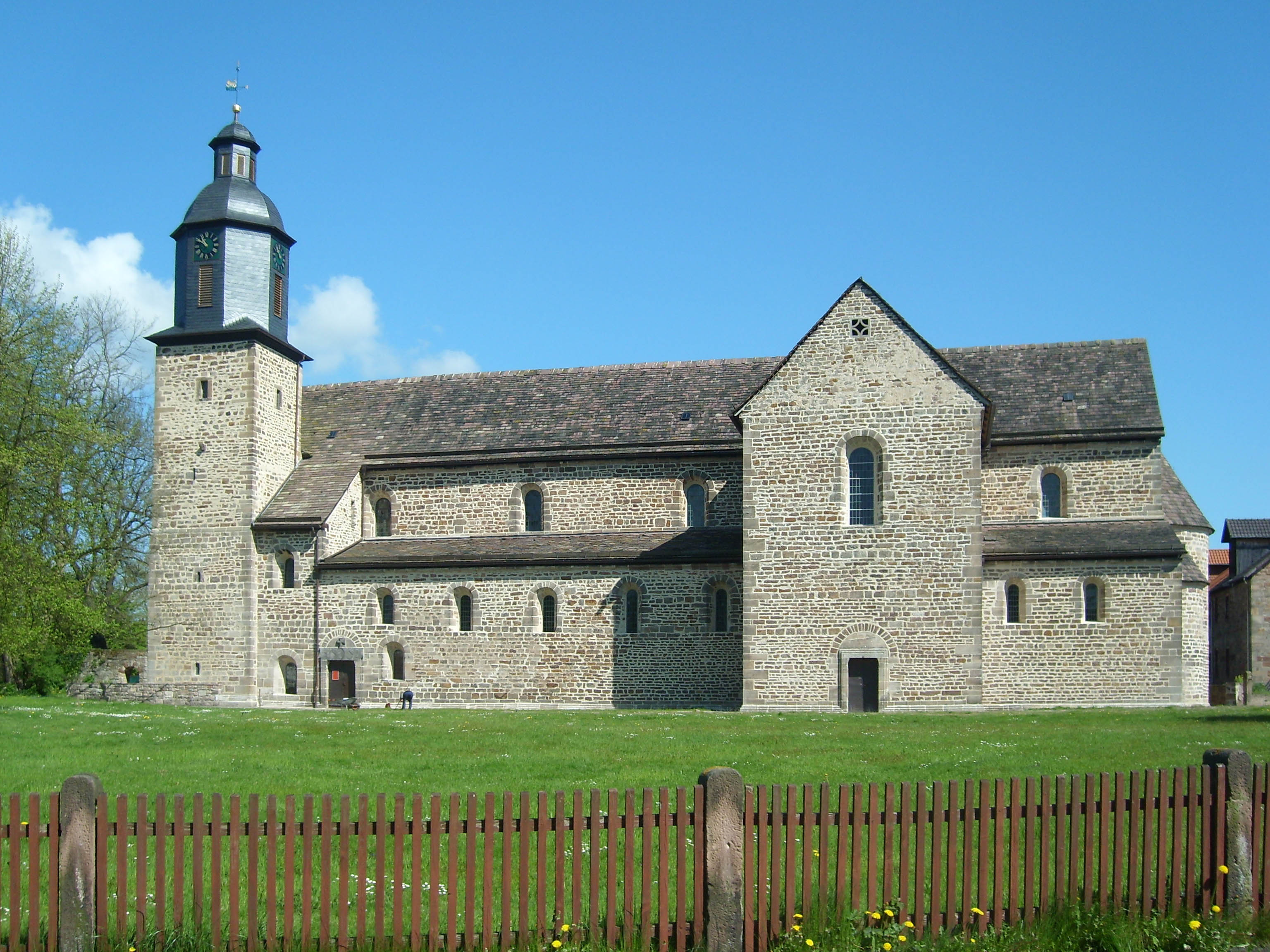
リッポルツベルクの聖ゲオルク・聖マリア修道院教会

ヴァールスブルクはドイツ・メルヘン街道に参加しており、「勇ましいちびの仕立て屋」の像がある。

### 博物館
- 羊飼いの作業場と博物館（リッポルツベルク地区）
- 水力発電所の博物館（リッポルツベルク地区）

### コンサート
リッポルツベルク修道院教会では、毎月コンサートや催し物が交替で行われている。不変のプログラムとしては、聖金曜日のコンサートとアドヴェントミュージック（第3アドヴェント）がある。

### 建築
リッポルツベルクの聖ゲオルク・聖マリア修道院教会は、12世紀の最も重要なロマネスク建築の一つに数えられる。この建物は、1142年から1153年頃に建設された。この教会の洗礼盤は13世紀に創られたものである。フェルナヴァールスハウゼン地区の11世紀に建設された聖マルガレーテ教区教会ではゴシック様式とロマネスク様式の壁絵を見ることができる。この壁絵は20世紀に高額の資金を費やして修復がなされた。
- フェルナヴァールスハウゼンの聖マルガレーテ教区教会
- 聖マルガレーテ教会の壁絵

### 年中行事
- 復活祭に両地区で行われるイースターファイアー
- 4月の第3週末にリッポルツベルク地区で開催される自転車マーケット
- フェルナヴァールスハウゼン地区のキルメス[訳注 1]（8月の最終週末）

## 経済と社会資本

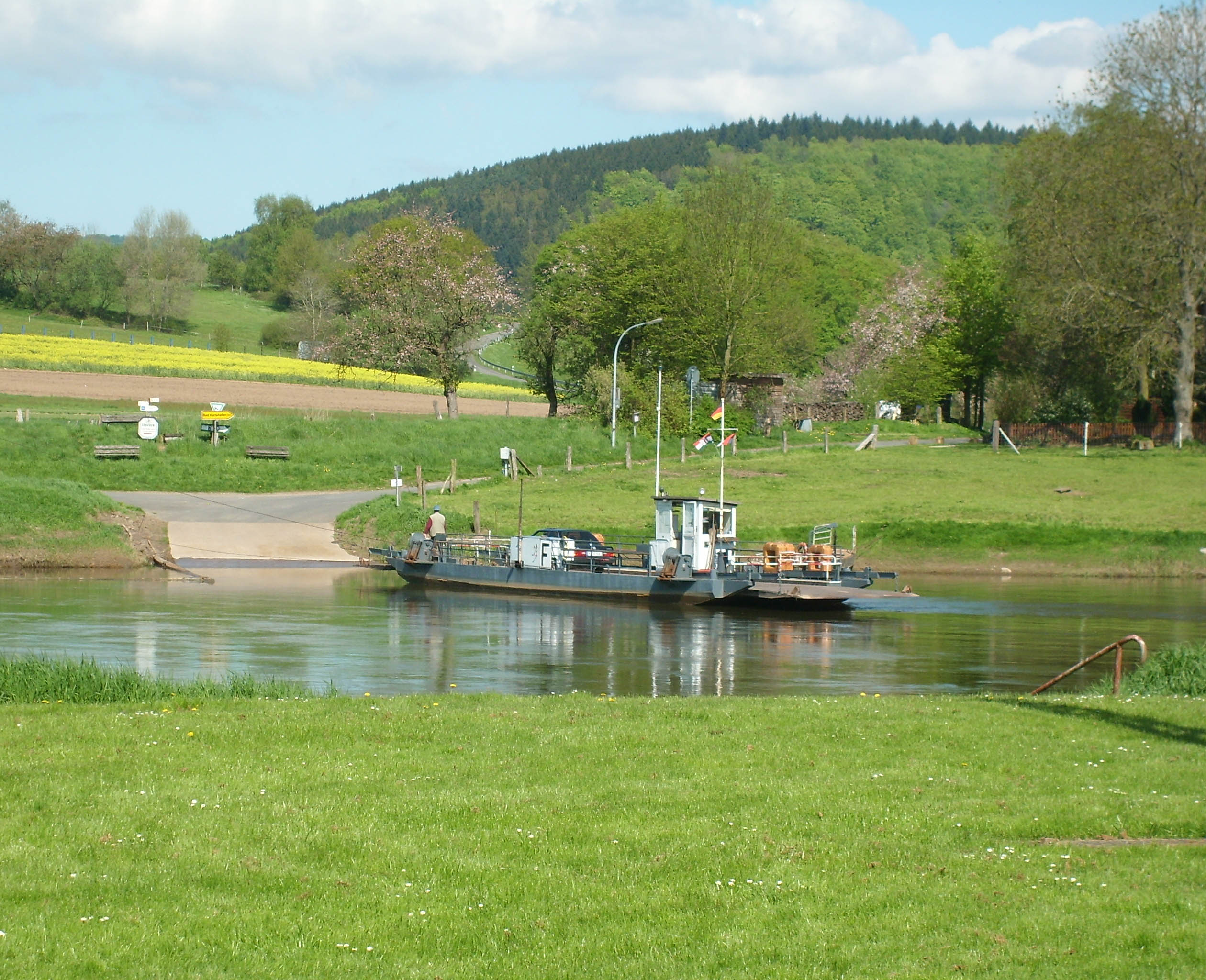
リッポルツベルク地区のメルヘンフェリー

### 交通
ヴァールスブルクの町は連邦道B80号線沿いに位置する。
フェルナヴァールスハウゼン地区には、鉄道ゲッティンゲン - ボーデンフェルデ線の駅がある。
メルヘンフェリーがリッポルツベルクとフォアヴェルクを結んでいる。
ヴェーザー自転車道がハン・ミュンデンからクックスハーフェンまで延びており、リッポルツベルクを経由している。

### 地元企業
ヴァールスブルクの町で最も重要な雇用主は、キッフィングの 200 - 220 m の高台にある「リッポルツベルク診療所・リハビリテーションセンター gGmbH」で、ここには職業教育訓練所もある。

### 教育
- リッポルツベルク基礎課程学校
- エルゴシューレ・リッポルツベルク（旧: 作業療法学校）

## 訳注
1. ↑  キルメス (ドイツ語: Kirmes) は教会開基祭を起源とする民俗祭である。